# چوديتا كوفمان
چوديتا كوفمان (1936-2001) عالمة رياضيات من أصول يوغوسلافية ألمانية، وأول شخص يحصل على درجة الدكتوراه في الرياضيات من جامعة نوفي ساد. اشتهرت بعملها في الهندسة المنتهية وبكتبها التي تستهدف علماء الرياضيات الشباب.

## النشأة والتعليم
ولدت چوديتا كوفمان في 4 يونيو 1936 لعائلة ألمانية ولكنها تتحدث الهنغارية (تهجئة اسم العائلة كوفمان أو زوفمان) في فرشاتس، ثم انتقلوا إلى يوغوسلافيا وبعدها صربيا. كان والدها صانع جعة، لكن مصنع الجعة الخاص بالعائلة (الذي تأسس عام 1859) أغلقه الألمان المحتلون في الحرب العالمية الثانية ثم تم تأميمه من قبل الحكومة الشيوعية الجديدة في يوغوسلافيا في عام 1946. كان جدها مدرسًا للرياضيات وعمها كان عمدة المدينة. نشأتها في فرشاتس، اكسبتها اللغات الهنغارية والصربية والألمانية والروسية والإنجليزية، وفيما بعد الفرنسية والإيطالية، وأصبحت معرفتها باللغات مفيدة لدراساتها في الرياضيات.
في عام 1954، انضمت إلى الدفعة الأولى من طلاب الرياضيات في كلية الفلسفة في نوفي ساد، وهي الآن جزء من جامعة نوفي ساد. أنهت دراستها هناك عام 1958 وأصبحت معلمة رياضيات في المدرسة الثانوية في زرنجانين.
عادت إلى نوفي ساد (والتي كانت تأسست حديثًا كجامعة) في عام 1960، كمساعدة لعالمة الهندسة ميلفا بريفانوفيتش، وفي نفس العام كانت مسؤولة عن أول منشور للرياضيات بالجامعة، لملاحظات محاضراتها حول الإنشاء بمسطرة وفرجار. سافرت إلى روما عام 1961 للعمل مع لوسيو لومباردو-راديس، ثم عادت إلى نوفي ساد عام 1963، وحصلت على أول دكتوراه في الرياضيات في نوفي ساد. كانت أطروحتها بعنوان: Her dissertation was O konačnim nedezargovim ravnima generisanim četvorotemenikom [Finite Non-Desarguesian Planes Generated by Quadrangles]

## المسار المهني
بعد حصولها على الدكتوراه، أجرت چوديتا بحثًا ما بعد الدكتوراه كزميلة في جامعة غوته في فرانكفورت. وأصبحت محاضرة في كلية لندن الإمبراطورية في عام 1965، وبعد عام من زيارتها لجامعة بيروجا، شغلت منصبًا في جامعة توبنغن في ألمانيا.
في منتصف السبعينيات انتقلت إلى جامعة ماينتس، في الوقت الذي بدأت فيه اهتماماتها بالتحول أيضًا، من الهندسة المنتهية إلى تعليم الرياضيات. في ماينز، أصبحت مستشارة الدكتوراه في مادة الرياضيات للعالم ألبريشت بيوتيلسباخر، والذي من خلاله أصبح لديها العديد من التلاميذ الأكاديميين.
تركت الجامعة في عام 1978، وأصبحت معلمة رياضيات في مدرسة بوتني الثانوية في لندن من عام 1978 إلى 1993. وخلال هذه الفترة كتبت كتبها لعلماء الرياضيات الشباب.
في عام 1993 عادت إلى الأوساط الأكاديمية الألمانية كأستاذة لتعليم الرياضيات في جامعة إرلنغن نورنبيرغ. ثم تقاعدت من جامعة إرلنغن نورنبيرغ وانتقلت إلى جامعة دبرتسن، في المجر، في عام 2001، لكنها توفيت في 19 ديسمبر 2001، بعد فترة وجيزة من بدء منصبها الجديد هناك.